# Farrodes tulija
Farrodes tulija är en dagsländeart som beskrevs av Domínguez, Molineri och Peters 1996. Farrodes tulija ingår i släktet Farrodes och familjen starrdagsländor. Inga underarter finns listade i Catalogue of Life.